# 崔民勇
崔民勇（韓語：최민용，1977年4月20日—），韓國男演員，名稱常被誤譯為崔民永。1996年透過KBS青少年電視劇《新一代報告書大人們都不知道》出道。2007年因與經紀公司的債務糾紛而淡出娛樂圈。2016年11月，他出演MBC音樂綜藝節目《神秘音樂秀：蒙面歌王》，以此節目作為重新開始演藝活動的起點，時隔10年重返演藝界。

## 影視作品

### 電視劇
| 年份   | 電視台 | 劇名                           | 角色     | 備註 |
| 1996年 | KBS    | 《新一代報告書大人們都不知道》 |          |      |
| 2001年 | KBS    | 《紫羅蘭》                     | 姜友學   |      |
| 2002年 | MBC    | 《Nonstop 3》                  | 崔民勇   |      |
| 2004年 | SBS    | 《不獨自一人》                 | 無業遊民 |      |
| 2006年 | MBC    | 《不可阻擋的High Kick！》      | 李民永   |      |

### 電影
| 年份   | 片名       | 角色 | 備註 |
| 2011年 | 《難為情》 | 刑警 |      |

## 綜藝節目
| 年份   | 電視台 | 節目名稱                 | 備註                                         |
| 2001年 | KBS    | 《超級TV 有趣的星期天》  |                                              |
| 2002年 | KBS    | 《TV承載著愛情》         |                                              |
| 2002年 | MBC    | 《姜鎬童的天生緣分》     |                                              |
| 2005年 | SBS    | 《星期天真好》           |                                              |
| 2007年 | MBC    | 《共感脫口秀 來玩吧》    | 不可阻擋的High Kick特輯(上)(下)              |
| 2009年 | MBC    | 《橫財》                 |                                              |
| 2016年 | MBC    | 《神秘音樂秀：蒙面歌王》 | 第87集                                       |
| 2017年 | MBC    | 《黃金漁場 Radio Star》  | 與李順載、申智、金彗星（第460集）            |
| 2017年 | MBC    | 《神秘音樂秀：蒙面歌王》 | 第93—94、97—98集                             |
| 2017年 | MBC    | 《無限挑戰》             | 與金鍾旼、趙權（第515集）                    |
| 2017年 | KBS    | 《歡樂在一起》           | 與金俊鎬、Haha、鄭明勳、Zizo（第485集）      |
| 2017年 | JTBC   | 《拜託了冰箱》           | 與尹正秀（第120—121集）                      |
| 2017年 | MBC    | 《我們結婚了S4》         | 與張度練（第364—372集）                      |
| 2017年 | KBS    | 《1 VS 100》             | 第475集                                      |
| 2017年 | SBS    | 《白鍾元之三大天王》     | 與Jessi、Eric Nam、Yerin、Yuju（第76集）     |
| 2017年 | SBS    | 《Running Man》          | 與尹普美（第344集）                          |
| 2017年 | JTBC   | 《非首腦會談》           | 第141集                                      |
| 2017年 | tvN    | 《和時間賽跑的男人》     | 第6集                                        |
| 2017年 | tvN    | 《把便利店掏空吧》       | 與Hani（EXID）、Benji（B.I.G）（正規第7集）  |
| 2017年 | MBC    | 《異地的魔法師》         | 尼泊爾篇（試播）、喬治亞篇、義大利西西里島篇 |
| 2018年 | MBC    | 《異地的魔法師》         | 澳大利亞塔斯馬尼亞州篇                       |

## 獎項
| 年份   | 名稱                 | 獎項                   | 作品                      | 結果 |
| 2002年 | MBC演藝大賞          | 情景喜劇部門男子優秀獎 | 《Nonstop 3》             | 獲獎 |
| 2007年 | 第1屆Mnet 20's精選獎 | 最佳接吻               | 《不可阻擋的High Kick！》 | 獲獎 |
| 2007年 | MBC演藝大賞          | 情景喜劇部門人氣賞     | 《不可阻擋的High Kick！》 | 獲獎 |

## 外部連結
- 崔民勇在HanCinema的頁面（英文）
- 崔民勇在互联网电影资料库（IMDb）上的資料（英文）
- 崔民勇的Cyworld專頁